# Meiothecium hamatulum
Meiothecium hamatulum är en bladmossart som beskrevs av Brotherus 1908. Meiothecium hamatulum ingår i släktet Meiothecium och familjen Sematophyllaceae. Inga underarter finns listade i Catalogue of Life.